# Hellmuth Volkmann
Pour les articles homonymes, voir Volkmann.
Hellmuth Volkmann (1889-1940) est un général allemand de la Seconde Guerre mondiale. Il fut commandant en chef de la légion Condor du 1er novembre 1937 à fin octobre 1938.

## Biographie
Hellmuth Volkmann naît le 28 février 1889, à Thionville en Lorraine annexée, une zone fortement militarisée du Reich allemand. Il s'engage le 18 mars 1907 en tant que Fähnrich, aspirant. Volkmann est affecté au 14e bataillon du génie badois en 1908, comme Leutnant, sous-lieutenant.

### Première Guerre mondiale
Au printemps 1914, Volkmann suit une formation de pilote à l'école de pilotage de Mulhouse en Alsace. Pendant la Première Guerre mondiale, il est affecté dans différentes unités aériennes, notamment à l'école de pilotage de Metz. Promu au grade d'Oberleutnant, lieutenant, le 25 février 1915, Volkmann est finalement promu Hauptmann, capitaine, le 28 novembre 1917.

### Entre-deux-guerres
Après guerre, le capitaine Volkmann poursuit sa carrière militaire dans la Reichswehr. Promu Major, commandant, le 1er octobre 1929, il est promu Oberstleutnant en octobre 1932, puis Oberst, colonel, en juillet 1934. À la fin de l'été 1934, le colonel Volkmann intègre la nouvelle Force aérienne allemande, la Luftwaffe. Là, il sert au ministère de l'Air à Berlin. Le 1er avril 1935, il est nommé Fliegerkommandeur III à Dresde. Le 1er octobre 1936, Volkmann est promu Generalmajor, général de brigade. En tant que tel, il est nommé commandant de la Luftwaffen-Verwaltungs-Amt le 6 octobre 1936. À l'automne 1937, le général Volkmann participe à la guerre d'Espagne. Il succède à Hugo Sperrle comme commandant en chef de la légion Condor. Il fait ensuite fonction de Generalleutnant en 1937. Le 1er avril 1938, Volkmann est officiellement promu Generalleutnant, général de division. Pour son action, il reçoit la médaille de la campagne d'Espagne et la croix espagnole en or avec glaives et brillant. En janvier 1939, Helmuth Volkmann est promu General der Flieger, général de corps d'armée dans la Luftwaffe. Le 1er avril 1939, il est nommé commandant de l'École de l'Air à Berlin. 

### Seconde Guerre mondiale
En septembre  1939, Volkmann est nommé commandant de la nouvelle 94e division d'infanterie. Il est engagé avec sa division dans la campagne de Pologne en 1939, où il reçoit la croix de fer 1939. Mais le 4 août 1940, Volkmann est grièvement blessé dans un accident de voiture. Transféré à l'hôpital de Berlin-Gatow, il meurt de ses blessures le 21 août suivant.

## Décorations
- Médaille de la campagne 1936-1939 (Medalla de la Campaña de España)
- Croix d'Espagne en Or avec Épées et Diamants (Spanienkreuz in Gold mit Schwertern und Brillanten)
- Agrafe de la croix de fer (Spange zum Eisernen Kreuz), 2e classe

### Sources
- Biographie sur lexikon-der-wehrmacht.de.